# Гаваї 5.0
«Гаваї 5.0» або «Поліція Гаваїв» (англ. Hawaii Five-0) — американський детективний телесеріал, який уперше показали на телеканалі CBS 20 вересня 2010 року. Він є римейком одноіменного серіалу, який транслювався в 1968—1980 роках. Дія серіалу, який розповідає про елітний підрозділ штату Гаваї з боротьби із злочинністю під назвою «П'ять-Нуль», відбувається переважно в місті Гонолулу та його околицях. Серіал має перетини сюжету із серіалами «Морська поліція: Лос-Анджелес» та «Макгайвер».
18 квітня 2018 року серіал було продовжено на дев'ятий сезон. 7 грудня 2018 року завершився показ дев'ятого сезону серіалу на каналі CBS. 9 травня 2019 року канал CBS продовжив телесеріал на десятий сезон. Прем'єра десятого сезону серіалу відбулася 27 вересня 2019, а завершилася 3 квітня 2020 року на 240-й серії. А напередодні, 28 лютого 2020 року канал CBS оголосив, що десятий сезон стане фінальним для всього серіалу.

## Виробництво

### Історія створення
Ідея відродити «Гаваї 5-O» з'явилася ще у 90-ті. Перша спроба створити нову версію серіалу відбулася в 1996 році, коли був відзнятий пілотний епізод, який не потрапив в ефір, проте кілька кліпів були знайдені через роки і стали доступні онлайн. Епізод був написаний і спродюсований Стівеном Кеннелом; передбачалося, що грати в серіалі будуть Гері Бьюзі і Рассел Вонг. Джеймс Макартур з оригінального шоу виконав камео Дена Вільямса, цього разу губернатора Гаваїв; деякі інші актори також з'явилися у кадрі. Вонг пізніше знявся у цій версії. Інша спроба була зроблена студією Warner Bros., яка намагалася зняти повнометражний фільм, проте проєкт згорнули.
12 серпня 2008 року телеканал CBS повідомив, що випустить рімейк «Гаваїв 5-O» у телесезоні 2009-10 років. Нова версія — сучасний сіквел, який цього разу буде фокусуватися на персонажі Стіву Макгарретту, який стає наступником свого покійного батька Джона (персонаж Джек Лорд в оригінальному серіалі) як керівник загону.
Едвард Аллен Бернеро, виконавчий продюсер і шоуранер серіалу «Мислити як злочинець», повинен був очолити нове шоу, яке він описав як «Гаваїв 5-O», версія 2.0. Слід також зазначити, що більшість культових елементів з оригіналу, у тому числі й коронна фраза «За ґрати їх, Денно» (англ. Book 'em, Danno), залишилися в рімейку. Бернеро, який був фанатом оригіналу, поставив головну тему серіалу на дзвінок мобільного телефону і завжди хотів повернути шоу назад на телебачення.
У жовтні 2009 року було оголошено, що Алекс Куртцман та Роберто Орсі написали сценарій пілотного епізоду, а Пітер М. Лєнков буде виконувати обов'язки шоуранера серіалу. Куртцман та Орсі вирішили перезавантажити оригінальну концепцію шоу, а не розробляти продовження оригінального серіалу, як вони зробили для фільму «Зоряний шлях (фільм, 2009) Зірковий шлях] 2009 року. Знімання пілотного епізоду проходило в Гонолулу і на його околицях з лютого по квітень 2010 року.
17 травня 2010 року оновлений «Гаваї 5.0» купив канал CBS, який поставив новинку на десять вечора п'ятниці. Це стало гарною новиною для штату Гаваї, який сподівався, що рімейк вдихне нове життя в економіку штату. Виробництво решти серій першого сезону почалося в червні 2010 року. 24 червня 2010 року продюсери оголосили, що використовуватимуть склад колишньої рекламної компанії як офіційну студію починаючи з липня того ж року. Екстер'єр, що представляє штаб Відділу 5.0 в серіалі, знаходяться в історичному центрі Гонолулу в будівлі верховного суду, прямо через дорогу від Палацу Іолані, який був використаний як штаб-квартира в оригінальному серіалі. У відродженому серіалі в назві шоу використовується нуль замість літери «О», яка була присутня в назві оригінального серіалу. Згідно з Los Angeles Times, інсайдер CBS сказав, що така зміна була зроблена для усунення неоднозначності при пошуку в інтернеті. Журнал «Variety» провів власний тест у пошуковій системі Google і виявив, що для «Гаваїв 5.0» (з нулем) знайшлося 263,000 результатів, у той час як для «Гаваїв 5-O» (з буквою «О») — понад 1,7 мільйона.

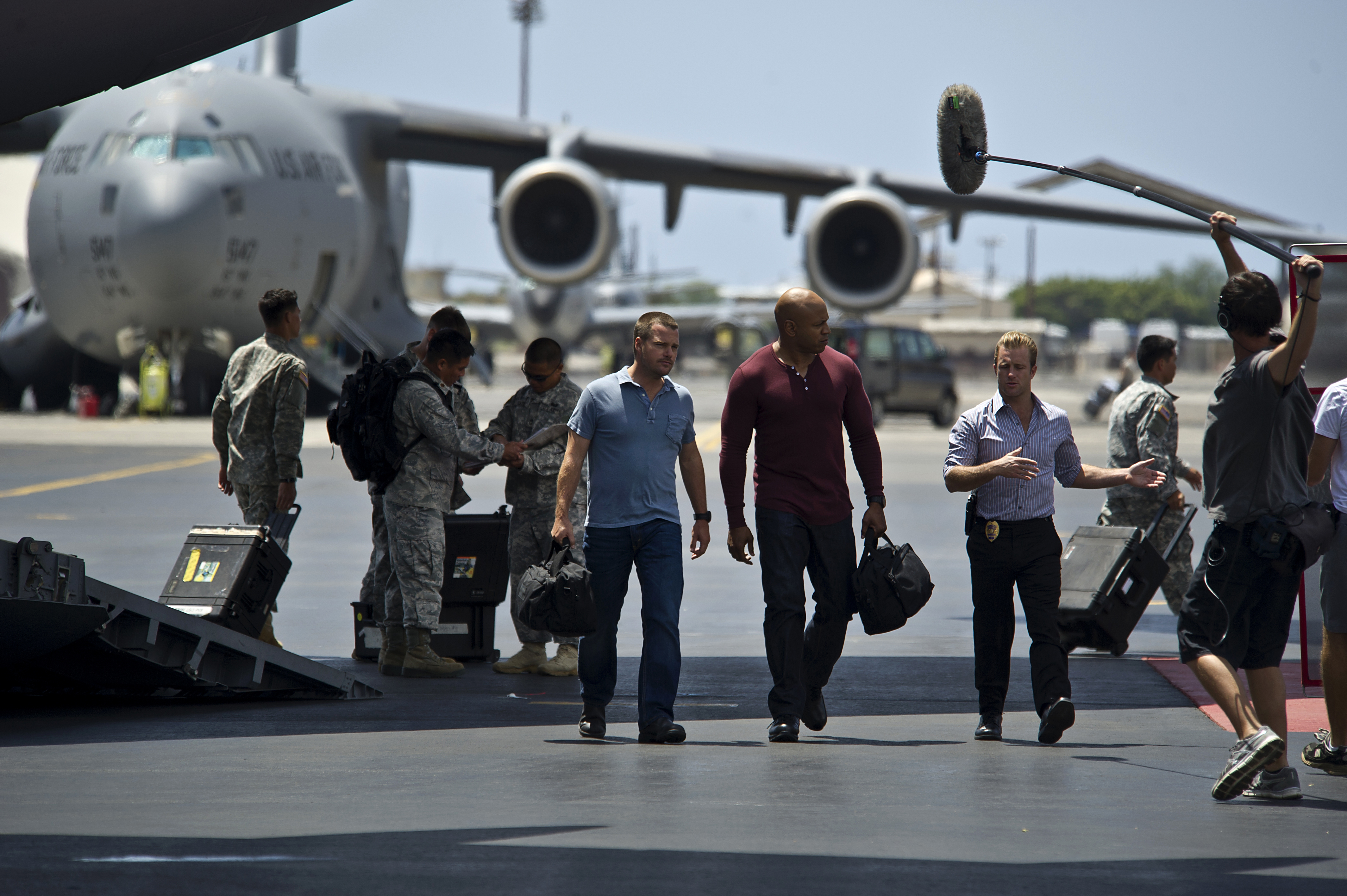
Кріс О’Доннелл, LL Cool J і Скотт Каан на зніманні кросовер епізоду «Pa Make Loa» на військовій базі Перл-Харбор (2012 рік).

18 серпня 2011 року CBS повідомило, що у «Гаваїв 5.0» буде кросовер з «Морською поліцією: Лос-Анджелес», причому Даніелою Руа (спецагент Кенсі Блай) зніметься в «Гаваях 5.0» як запрошена зірка. Кросовер вийшов в ефір 24 жовтня 2011 під назвою «Хороший бій». Ще один кросовер, цього разу двосерійний, складався з епізоду «Гаваїв 5.0» від 30 квітня 2012 року під назвою «Дотик смерті» та епізоду «Морської поліції: Лос- Анджелес» від 1 травня того ж року під такою ж назвою. По два персонажі з кожного шоу з'явилися в іншому: Джі Каллен (Кріс О'Доннелл) та Сем Ханна (LL Cool J) з'явилися в «Гаваях 5.0», а Денні Вільямс (Скотт Каан) і Чин Хо Келлі (Деніел Де Кім) — у «Морській поліції: Лос-Анджелес».
Телеглядачі в онлайн-голосуванні вирішили, що фінал епізоду «Заборона» отримає альтернативну кінцівку. Два варіанти фіналу показали в різних часових зонах: перший - в північноамериканський східний час і північній зоні, а другий - в гірській і тихоокеанській. Кожну з альтернативних кінцівок можна було переглянути онлайн після виходу епізоду в ефір.
10 березня 2017 року відбувся показ кросовер-епізоду з серіалом «Новий агент Макгайвер.

## Сюжет
Стів МакГарретт, колишній морський офіцер з масою нагород, а тепер поліцейський детектив, повертається на Оаху розслідувати вбивство батька. Він залишається на острові, після того, як губернатор штату Гаваї переконала його очолити нову команду. Команда діятиме за його правилами, за підтримки губернатора, без бюрократичної тяганини, і з повним імунітетом, все це— щоб зловити найбільшу «дичину» на острові.
До МакГарретта приєднується детектив Денні «Денно» Вільямс, нещодавно перекладений з Нью-Джерсі поліцейський, який вважав за краще б хмарочоси пляжам, але готовий боротися зі злочинністю, щоб його 8-річна дочка відчувала себе на безпекових островах; і Чин Хо Келлі, колишній детектив поліції Гонолулу, якого помилково звинуватили в корупції, і який колись був протеже батька Макгарретта. Двоюрідна сестра Чина — Коно Калакауа, прекрасна і безстрашна уродженка островів, нещодавно випустилася з академії, і прагне довести, що вона гідна місця в еліті департаменту. Макгарретт клянеться завершити справу батька, а члени нового спецзагону 5.0 налаштовані знищити злочинність у п'ятдесятому штаті.

## Акторський склад
Докладніше: Список персонажів серіалу Гаваї 5.0 (2010)
- Алекс О'Лафлін[en] — у ролі Стіва МакГарретта.
- Скотт Каан — у ролі Денні Уільямса.
- Деніел Де Кім — у ролі Чін Хо Келлі.
- Грейс Пак — у ролі Коно Калакауа.
- Масі Ока — у ролі Макса Бергмана.
- Чи Макбрайд — у ролі Лу Гровера.
- Тейлор Уілі[en] — у ролі Камекона Тапуола.
- Саша Пітерс — Дон Хетфілд